# Burchfield Penney Art Center

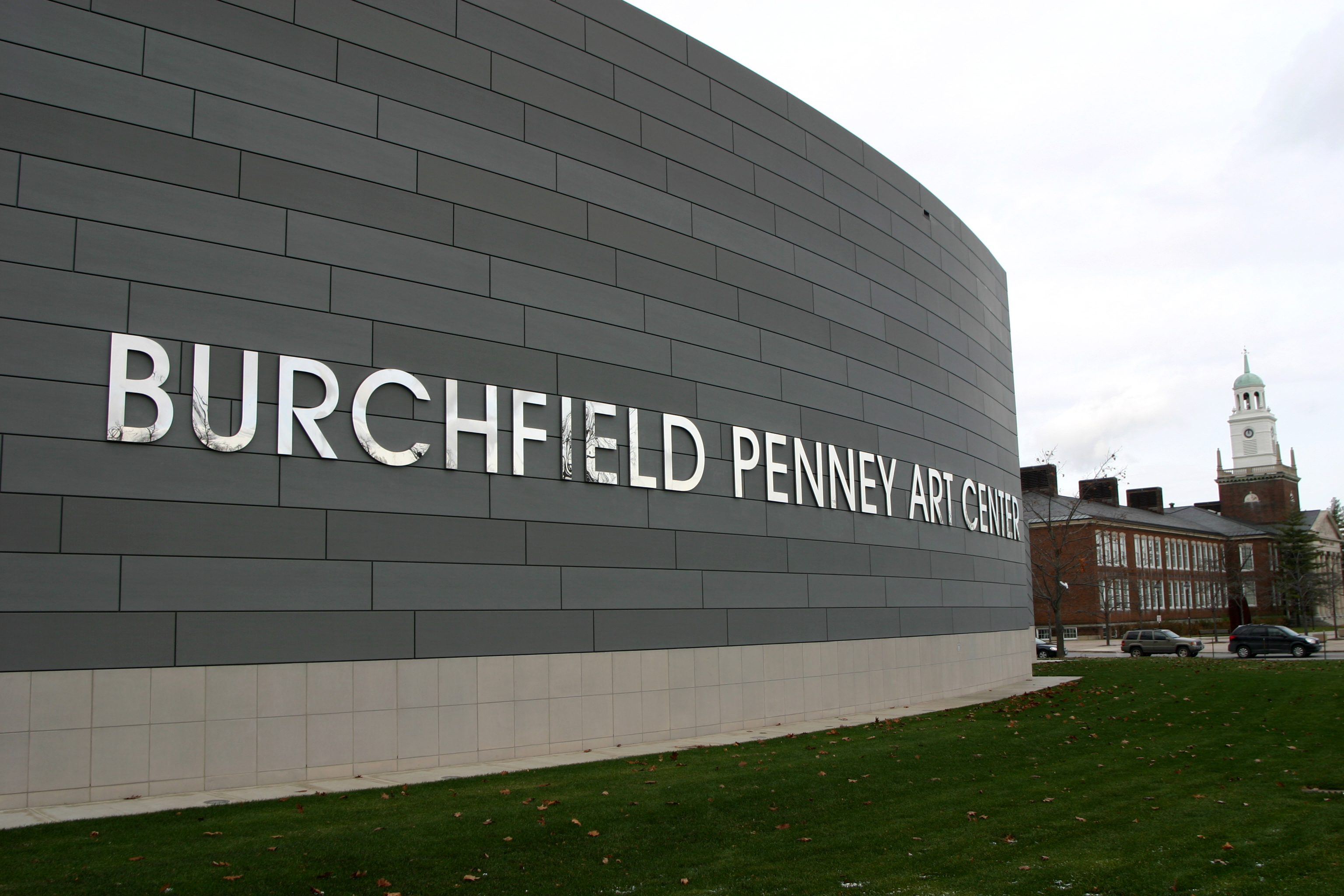
Burchfield Penney Art Center

Das Burchfield Penney Art Center ist ein Kunstmuseum auf dem Campus der Buffalo State University in Buffalo, New York. Es widmet sich dem Werk des amerikanischen Malers Charles E. Burchfield sowie der Kunst und Kultur des westlichen New York. Das Burchfield Penney Art Center beherbergt die größte öffentliche Sammlung von Werken Charles E. Burchfields (1893–1967) sowie ein Archiv mit mehr als 10.000 Seiten handschriftlicher Tagebücher, 25.000 Zeichnungen und anderen Ephemera, darunter eine maßstabsgetreue Nachbildung des Ateliers des Künstlers.

## Geschichte
Das Museum wurde am 9. Dezember 1966 als Charles E. Burchfield Center in Rockwell Hall in Anwesenheit von Charles E. Burchfield selbst eröffnet. Nur einen Monat nach der Eröffnung verstarb Burchfield am 10. Januar 1967. Im November 2008 zog das Museum an seinen heutigen Standort an der Ecke Elmwood Avenue und Rockwell Road um.

## Architektur
Das moderne Museumsgebäude wurde von Gwathmey Siegel & Associates Architects entworfen und im November 2008 eröffnet. Es erstreckt sich über 7800 Quadratmeter und liegt an der Ecke von Elmwood Avenue und Rockwell Road. Das Gebäude wurde als erstes „grünes“ Kunstmuseum im Bundesstaat New York konzipiert und zeichnet sich durch seine innovative und umweltfreundliche Architektur aus.